# Heidi Brühl
Pour les articles homonymes, voir Brühl (patronyme).
Heidi Rosemarie Brühl (née le 30 janvier 1942 à Munich, morte le 8 juin 1991 à Starnberg) est une chanteuse et actrice allemande.

## Biographie
Heidi Brühl prend des leçons de danse dès l'âge de cinq ans. Le producteur et réalisateur Harald Braun la remarque et lui donne en 1954 un petit rôle dans son film Der letzte Sommer, celui de la petite sœur de l'héroïne, Liselotte Pulver. Elle se fait connaître dans la série de films Immenhof dans lesquels elle chante. Elle se décide à suivre une formation. Pendant cinq ans, elle étudie le chant, la danse, le théâtre, l'anglais et le français.
En 1959, le père de Heidi Brühl envoie une démo de sa fille à la maison de disques Philips qui lui fait signer un contrat. Elle forme d'abord un duo avec Corina Corten, les "Dolly Sisters". Au mois d'août, elle sort son premier disque solo Chico Chico Charlie qui atteint la cinquième place des ventes. Entre 1959 et 1967, elle classe ainsi douze titres. Le titre écrit par Michael Jary, Wir wollen niemals auseinandergehn, qui est numéro un des ventes en 1960, est son plus grand succès. Avec cette chanson, elle se présente au concours pour participer à l'Eurovision, mais finit seconde derrière Wyn Hoop. Elle représente l'Allemagne au Concours Eurovision de la chanson 1963 et finit neuvième avec le titre Marcel écrit par Charly Niessen. Par la suite, elle se consacre aux comédies musicales comme Annie du Far West.
Peu avant ses 21 ans, son père, qui est aussi son manager, meurt. En 1964, elle quitte Munich pour Rome afin d'entamer une carrière internationale au cinéma. La même année, elle épouse l'acteur américain Brett Halsey ; de cette union, naissent deux enfants.
En 1970, elle arrive aux États-Unis, où elle se produit dans un show à Las Vegas avec Sammy Davis, Jr. et d'autres célébrités. Elle tourne également pour la télévision, notamment dans Columbo. Elle reprend aussi la série Immenhof pour deux épisodes en 1973 et 1974.
En 1980, après son divorce, elle revient en Allemagne. Elle pose pour le magazine Playboy. Elle crée sa propre maison de disques et devient productrice. Elle tente un retour dans la chanson avec deux titres disco en anglais.
Elle apparaît à la télévision, dans des séries comme Un cas pour deux ou Praxis Bülowbogen (de).
Elle meurt en 1991 d'une insuffisance cardiaque et circulatoire durant une opération dans le cadre d'un traitement du cancer. Elle est enterrée au cimetière Waldfriedhof de Munich.

## Discographie

### Singles
- 1959 : Chico Chico Charlie
- 1959 : Immer wenn du bei mir bist
- 1959 : Wir werden uns finden
- 1960 : Mister Love
- 1960 : Wir wollen niemals auseinandergehn
- 1960 : Ich liebe den Mondschein
- 1960 : Immer will ich dir gehören
- 1961 : Das kann morgen vorbei sein
- 1961 : Die Hochzeitsmelodie
- 1961 : Ich hätt getanzt heut nacht
- 1961 : Sieh mal an
- 1962 : Tag für Tag bekomme ich drei Rosen
- 1963 : Marcel
- 1963 : Man sagt, verliebt sein, das wäre wundervoll
- 1963 : Wie wär's mit Charleston?
- 1963 : Du gehst an mir vorbei
- 1964 : Hernando’s Hideaway
- 1964 : Einmal sage ich ja
- 1965 : Da war ein Girl, da war ein Boy
- 1966 : Weiter dreht sich unsre Welt
- 1966 : Hab keine Angst vor morgen
- 1966 : Hundert Mann und ein Befehl
- 1967 : Mein Weg mit dir
- 1967 : Bleibe bei mir
- 1968 : La, la, la
- 1968 : La bambola
- 1968 : Alles verstehen, heißt alles verzeih´n
- 1969 : Boom Bang-A-Bang
- 1969 : Ich schließe meine Augen
- 1970 : Vagabondo
- 1970 : Regen fällt heute auf die Welt
- 1971 : Der Schlüssel dafür
- 1972 : Sinfonie (Elite)
- 1973 : Da war meine Liebe schon vorbei
- 1975 : Wenn die Liebe nicht wär auf der Welt (avec sa fille Nicole)
- 1978 : Komm, nimm mich
- 1980 : Zärtlichkeit
- 1981 : You are a Part of my Heart
- 1982 : Mamacita
- 1982 : No ties, no tears
- 1983 : I'm still in love with you
- 1984 : This time (avec John James)
- 1989 : Sun in your heart (produit par Drafi Deutscher)

### Albums
- 1965 : Verliebt wie du und ich
- 1967 : Meine Welt
- 1968 : Wir wollen niemals auseinandergehn
- 1968 : Heidi Brühl
- 1982 : Think of me
- 1991 : Weil's aus Liebe war

## Filmographie partielle

### Cinéma
- 1954 : Der letzte Sommer
- 1954 : Heideschulmeister Uwe Karsten
- 1955 : Die Mädels vom Immenhof (de)
- 1955 : Roman einer Siebzehnjährigen
- 1956 : Hochzeit auf Immenhof (de)
- 1957 : Ferien auf Immenhof (de)
- 1957 : Les Confessions de Félix Krull
- 1957 : Vater, unser bestes Stück
- 1957 : Les Frénétiques
- 1958 : Solang' die Sterne glüh'n
- 1958 : Ooh … diese Ferien (de)
- 1958 : Ohne Mutter geht es nicht
- 1958 : Man ist nur zweimal jung
- 1959 : Lass mich am Sonntag nicht allein
- 1959 : La Rage de vivre (Verbrechen nach Schulschluß) d'Alfred Vohrer
- 1959 : 2 x Adam, 1 x Eva
- 1960 : Schlagerraketen – Festival der Herzen
- 1960 : Immer will ich Dir gehören
- 1960 : Der Held meiner Träume
- 1960 : Freddy und die Melodie der Nacht (de)
- 1961 : Eine hübscher als die andere (de)
- 1962 : Capitaine Sinbad
- 1964 : Princesse tzigane
- 1969 : Der Walzertraum (Opérette)
- 1973 : Die Zwillinge vom Immenhof (de)
- 1974 : How to seduce a woman
- 1974 : Frühling auf Immenhof (de)
- 1975 : La Sanction
- 1977 : Das Gesetz des Clans (de)
- 1980 : Hollywood ich komme

### Télévision
- 1971 : Olympia – Olympia
- 1973 : Columbo – Match dangereux (série télévisée)
- 1974 : Tatort: Playback oder die Show geht weiter (série télévisée)
- 1979 : Locker vom Hocker (série télévisée)
- 1984 : Un cas pour deux - Alchimie d’un meurtre (série télévisée)
- 1984 : Un cas pour deux - Jeu de pistes (série télévisée)
- 1985 : L'Ami des bêtes (2 épisodes)
- 1985 : Berliner Weiße mit Schuss (de) (Série télévisée, un épisode)
- 1985 : Le Renard - La Peur
- 1988 : Im Schatten der Angst